# Municipio de Shell Rock (Kansas)
El municipio de Shell Rock (en inglés: Shell Rock Township) es un municipio ubicado en el condado de Greenwood en el estado estadounidense de Kansas. En el año 2010 tenía una población de 160 habitantes y una densidad poblacional de 1,16 personas por km².

## Geografía
El municipio de Shell Rock se encuentra ubicado en las coordenadas 38°6′24″N 95°59′41″O / 38.10667, -95.99472. Según la Oficina del Censo de los Estados Unidos, el municipio tiene una superficie total de 137.87 km², de la cual 137,01 km² corresponden a tierra firme y (0,62 %) 0,85 km² es agua.

## Demografía
Según el censo de 2010, había 160 personas residiendo en el municipio de Shell Rock. La densidad de población era de 1,16 hab./km². De los 160 habitantes, el municipio de Shell Rock estaba compuesto por el 96,25 % blancos, el 1,25 % eran afroamericanos, el 0,63 % eran amerindios, el 1,25 % eran asiáticos y el 0,63 % eran de una mezcla de razas. Del total de la población el 3,75 % eran hispanos o latinos de cualquier raza.